# Hispavisión
O Hispavisión será um festival musical competitivo promovido pela RTVE onde as nações de língua espanhola participarão, com a adição do Brasil e de Portugal. A edição inaugural será sediada em Cartagena, Colômbia, em 2023. O formato da competição (participação, votação, etc.) está a ser determinado, mas José Manuel Pérez Tornero, presidente da RTVE, revelou que o Hispavisión será similar ao Festival Eurovisão da Canção, com rodadas de eliminação e uma grande final. Planos para o Hispavisión foram anunciados no dia 16 de Fevereiro de 2022, no primeiro Fórum Ibero-Americano de Serviço Público Audiovisual.

## Precedentes
Entre os anos de 1972 e 2000 era realizado o Festival OTI da Canção, uma competição anual de música disputada pelos membros da ativos da Organização de Televisão Iberoamericana, uma versão ibero-americana do Eurovisão. Sendo o Hispavisión uma competição de origens e propósito similares, ele pode ser considerado uma ressurreição do Festival.